# 滑鐵盧 (安大略省)
滑鐵盧（英語：Waterloo）是加拿大安大略省滑鐵盧區一座城市。滑鐵盧與鄰近的基秦拿市合稱「基秦拿－滑鐵盧」（Kitchener-Waterloo，簡稱「K-W」），而兩者亦與劍橋市組成三聯市都會區（Tri-Cities），而滑铁卢市是三市中最小的一个。
滑鐵盧市是滑鐵盧大學和威尔弗里德·劳雷尔大学的所在地，因此學生人口眾多。據2011年加拿大人口普查所示，滑鐵盧市有98,780名常住居民；連同季度性學生人口，滑鐵盧市於2006年末則有114,700名居民。
滑鐵盧市的知識型經濟和服務性行業主要是由市内的高科技產業、保險業和兩所大學帶動。黑莓手機生産商Blackberry的總部正是位於滑鐵盧市内。

## 歷史
為了報答易洛魁聯盟六大部族於美國獨立戰爭期間效忠英方，英國政府於1784年將現滑鐵盧市所在一帶共240,000公頃的土地贈予六大部族。六大部族後於1796年至1798年間將當中38,000公頃的土地售予理查德·比斯利上校。另一方面，美國獨立後，原居於賓夕法尼亞州的德裔門諾會教徒擔心受到迫害，而有鑑於上加拿大當局保證移民能享有宗教自由並有大量廉價土地出售，部分賓州門諾會家庭遂從1790年代起移居此處，並以「德裔人土地公司」之名從比斯利上校購地後再細分成多塊農地。
來自賓州的門諾會信徒阿伯拉罕·爾布於1806年從「德裔人土地公司」購入滑鐵盧市一帶363公頃土地，並建立鋸木場和磨坊，令此處成為此區早期的經濟中心。此處於1816年定名為滑鐵盧鄉，以紀念第七次反法同盟於1815年滑鐵盧戰役中擊敗法軍。由於爾布拒絕將其持有的土地細分放售，當地發展步伐放緩；土地業權經歷數次轉讓，直到1850年代初由約翰·荷夫曼和艾薩克·韋佛購入，兩人將之細分後再拍賣。
滑鐵盧縣於1853年成立，於1857年正式建制為滑鐵盧村，1876年3月10日改設鎮，1948年改設市。

## 人口

### 族裔背景
撇除季度性學生人口後，滑鐵盧市據2011年加拿大人口普查的族裔分佈如下：
| 2011年加拿大人口普查 | 2011年加拿大人口普查 | 人口   | %    |
| -------------------- | -------------------- | ------ | ---- |
| 族裔                 | 華裔                 | 6,560  | 6.8  |
| 族裔                 | 日本裔               | 225    | 0.2  |
| 族裔                 | 白人                 | 77,265 | 79.6 |
| 族裔                 | 南亞裔               | 5,145  | 5.3  |
| 族裔                 | 黑人                 | 1,425  | 1.5  |
| 族裔                 | 菲律賓人             | 425    | 0.4  |
| 族裔                 | 西亞裔               | 1,020  | 1.1  |
| 族裔                 | 阿拉伯裔             | 1,560  | 1.6  |
| 族裔                 | 韓裔                 | 830    | 0.9  |
| 族裔                 | 東南亞裔             | 930    | 1.0  |
| 族裔                 | 其他少數族裔         | 285    | 0.3  |
| 族裔                 | 拉丁美洲裔           | 1,050  | 1.1  |
| 族裔                 | 多重少數族裔         | 370    | 0.4  |
| 總人口               | 總人口               | 97,095 | 100  |

### 宗教信仰
撇除季度性學生人口後，滑鐵盧市據2001年加拿大人口普查的宗教信仰分佈如下：
- 新教：37,090（43.1%）
- 羅馬天主教：23,975（27.8%）
- 沒有宗教信仰：15,100（17.5%）
- 其他基督教會：3,875（4.5%）
- 伊斯蘭教：2,425（2.8%）
- 印度教：1,385（1.6%）
- 錫克教：785（0.9%）
- 巴哈伊教：625（0.73%）
- 佛教：595（0.7%）
- 猶太教：410（0.5%）
- 其他：435（0.5%）

## 教育

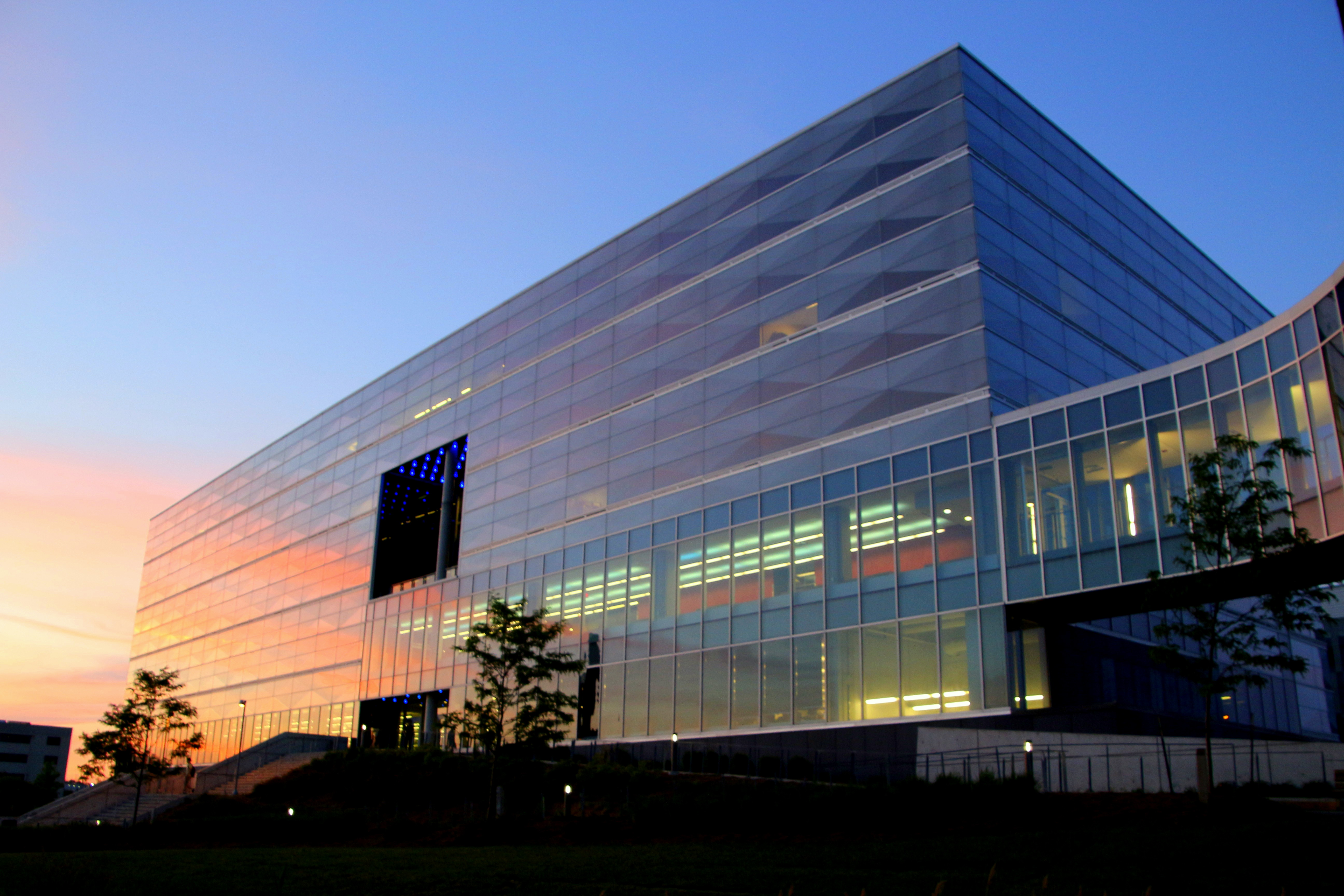
滑鐵盧大學工程學系5號樓

滑鐵盧區教育局（Waterloo Region District School Board）負責營運市內的3間英語公立中學和20間英語公立小學，而滑鐵盧天主教教育局（Waterloo Catholic District School Board）則負責營運市內的英語天主教公立中小學。維亞蒙德教育局（Conseil scolaire Viamonde）於滑鐵盧市内營運一間法語公立小學，而中南部天主教教育局（Conseil scolaire de district catholique Centre-Sud）則於基秦拿市營運一間法語天主教公立小學，並於劍橋市營運一間法語天主教公立中學。
專上教育方面，滑鐵盧大學和威爾弗里德·勞雷爾大學的主校園皆位於滑鐵盧市，而康尼斯托加學院亦於市内設有一座衛星校園。

## 交通

### 公路
滑鐵盧市的主要公路是康尼斯托加園林公路（Conestoga Parkway），該公路於滑鐵盧市内被編號為安大略省85號公路，向南通往基秦拿並駁上8號公路，再於基秦拿市南端與401號公路交匯。

### 公共交通

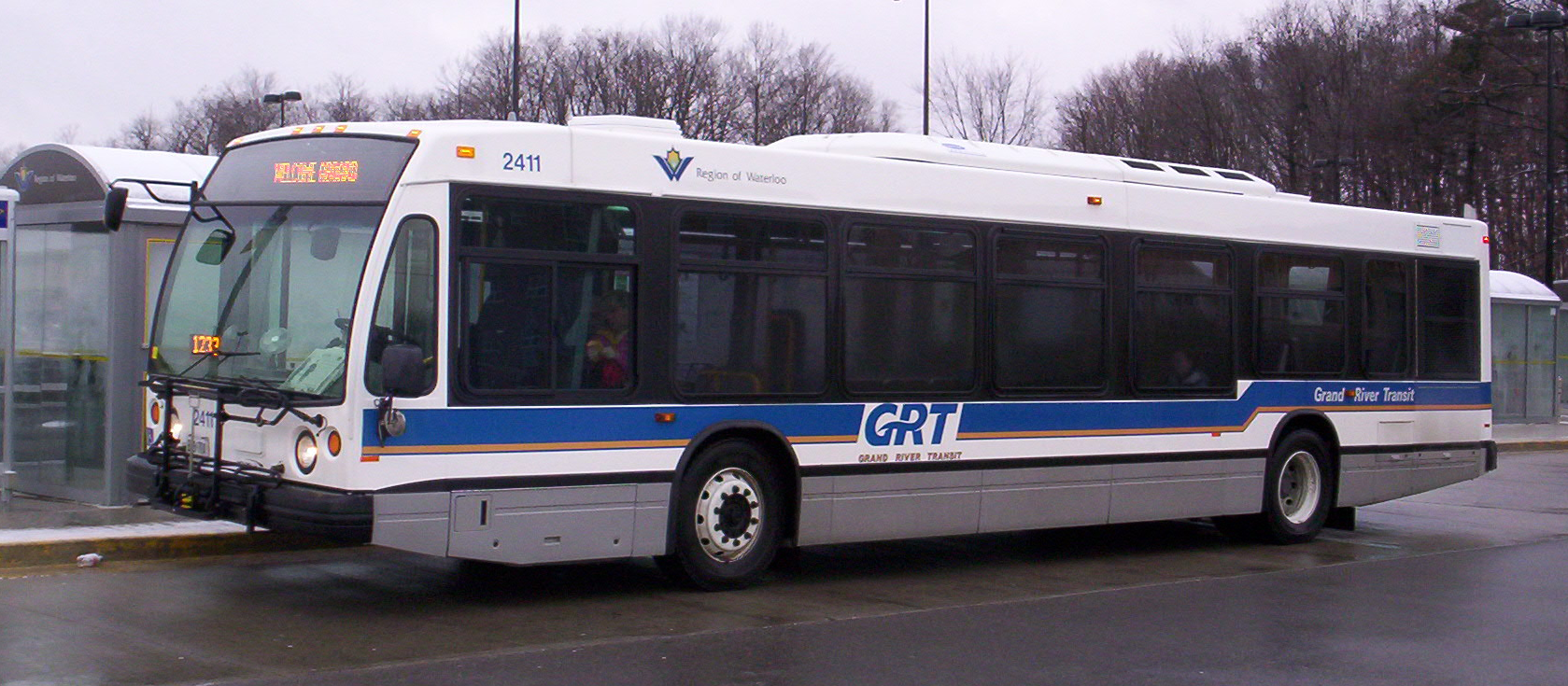
格蘭河交通局巴士

滑鐵盧市的公共交通服務過去是由基秦拿交通局提供；該機構於2000年與劍橋交通局合併成格蘭河交通局（GRT），而GRT亦自此在滑鐵盧市提供多條巴士綫，部分並伸延至基秦拿市。GRT並從2005年9月起開辦一條名為「iXpress」的快速巴士綫連接劍橋市、基秦拿市和滑鐵盧市。
滑鐵盧區議會於2003年一致通過《地區發展管理策略》，當中包括研究設置一個捷運系統連接上述三個城市的心臟地帶。相關的環境評估報告於2009年完成，並建議當局採納輕型鐵路的方案。區議會於2009年通過該項建議，而滑鐵盧區輕鐵項目則於2014年動工興建，首期路段暫定於2018年初開通，當中八個車站（包括兩個單向車站）設於滑鐵盧市以内。
GO運輸公司從2009年10月31日起提供來回滑鐵盧市和密西沙加一號廣場購物中心的長途巴士綫。

### 鐵路
滑鐵盧市現時沒有固定的鐵路服務。由維亞鐵路和GO運輸提供的鐵路服務皆停靠在鄰市基秦拿的火車站，前者提供每天4班來往伦敦和多倫多的城際鐵路服務，後者則提供連接基秦拿和多倫多市中心的通勤鐵路服務。

### 航空
距離滑鐵盧市最近的機場是位於布雷斯勞的滑鐵盧區國際機場，但此機場所提供的定期航班卻較為疏落，因此居民通常使用多倫多皮爾遜國際機場。

## 外部連結
- 滑鐵盧市政府官方網頁 （页面存档备份，存于）